# Prochorus
Svatý Prochorus či Prochoros je jeden z prvních diakonů (jáhnů) rané církve. Později se také měl stát biskupem.

## Život a legendy
Podle tradice byl Prochorus synovcem svatého mučedníka a jáhna Štěpána. Patří do skupiny Sedmi jáhnů.
Svatý apoštol  Petr jej vysvětil na biskupa města Nikomédie. Je také známo, že byl společníkem svatého Jana Evangelisty.
Je považován za možného autora tzv. Janových skutků, příběhů o svatém apoštolu Janovi.
Podle svatého Ada z Vienne byl biskupem i v Antiochii a právě on mu připisuje mučednickou smrt.
Pozdější východní tradice jej řadí mezi 70 učedníků Ježíše Krista.
Jeho svátek se slaví 28. července.